# 太平洋拱廊

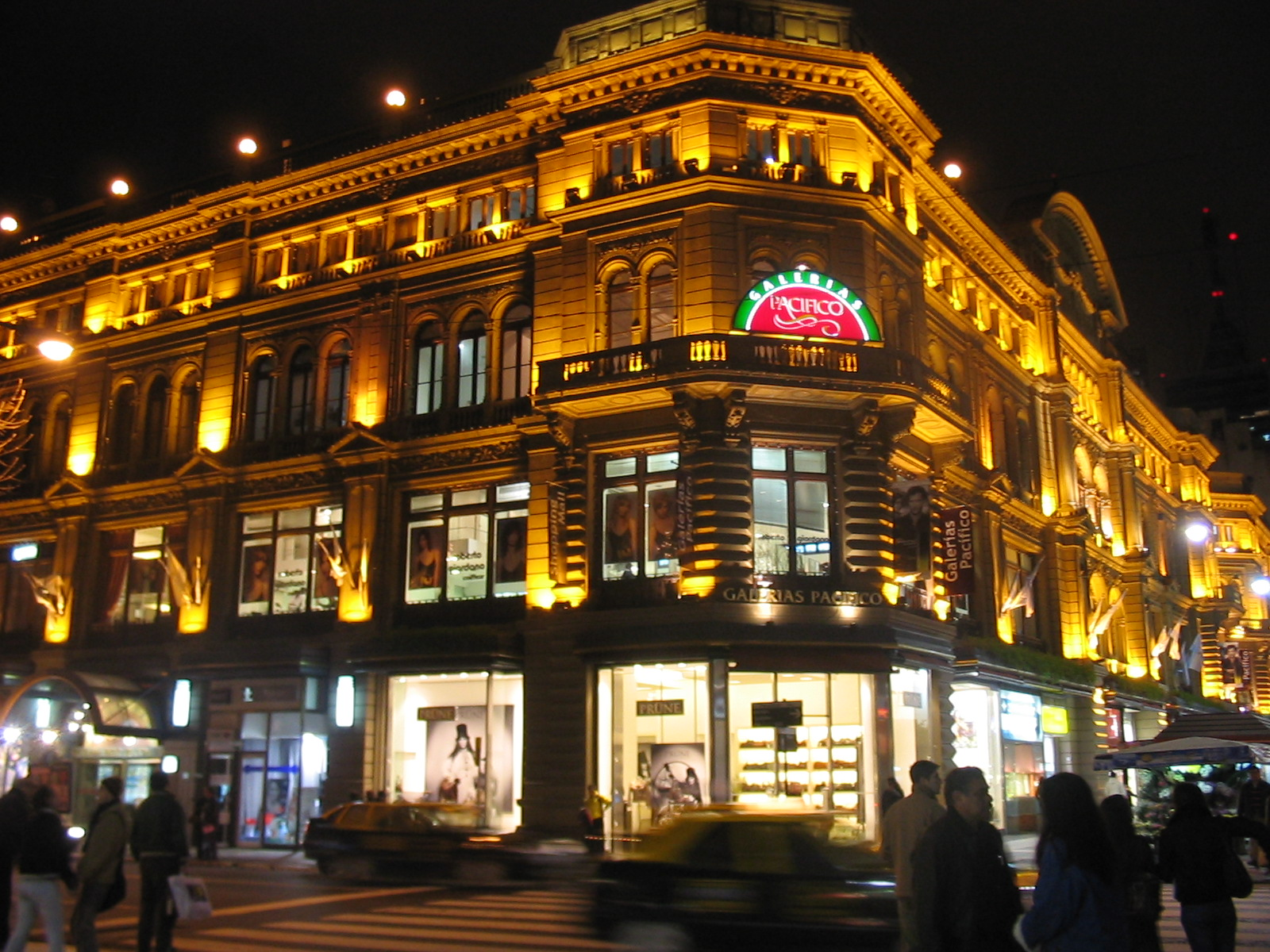
外观

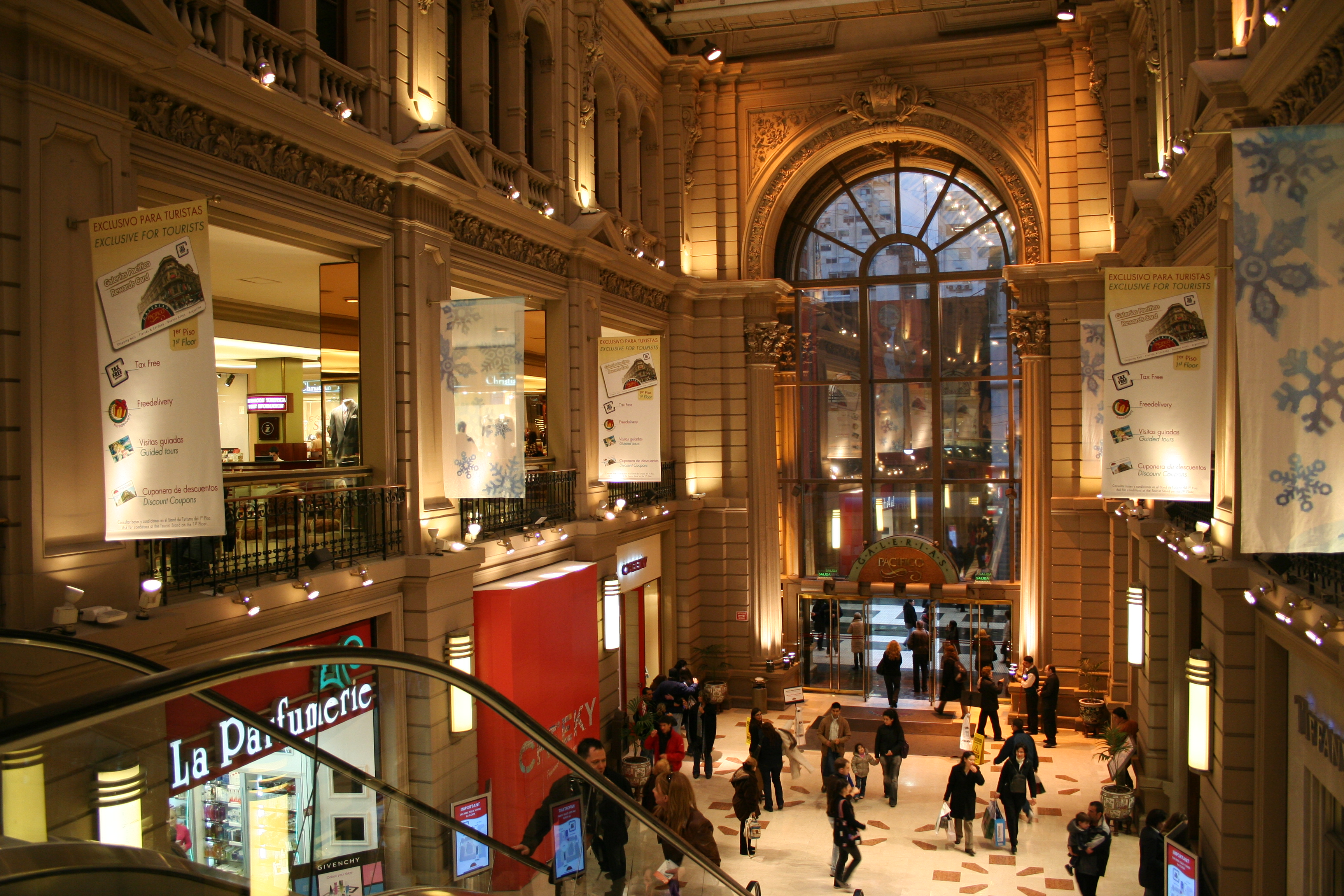
内部

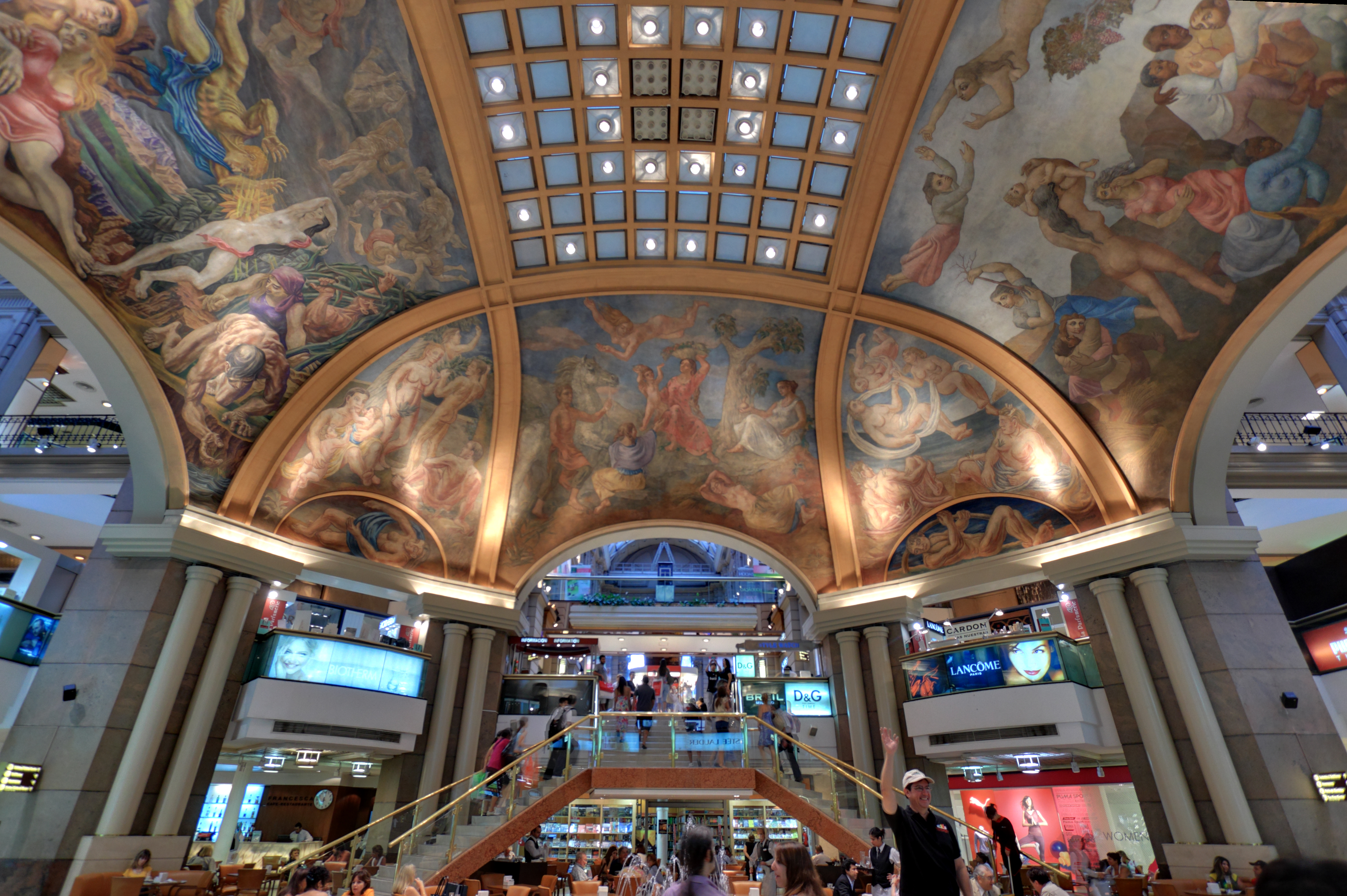
壁画

太平洋拱廊（Galerías Pacífico）是阿根廷布宜诺斯艾利斯的一个购物中心，位于佛罗里达街与科尔多瓦大道的交叉路口。

## 历史
该建筑由建筑师 Emilio Agrelo 和 Roland Le Vacher设计于1889年。当时开设“阿根廷的乐蓬马歇”商店，模仿巴黎的乐蓬马歇百货公司。   
1896年，一部分建筑改为国家美术馆。1908年，英资布宜诺斯艾利斯太平洋铁路公司得到一部分建筑作为办公之用。该公司经营从布宜诺斯艾利斯到智利太平洋港口瓦尔帕莱索的铁路。从此该建筑称为“太平洋大厦”。
1945年，建筑师何塞·阿斯兰和Héctor Ezcurra改建该建筑，将办公室与建筑物的其余部分隔开，兴建一个大型的中央穹顶，装饰有12幅重要的壁画。 
娜欧米·克莱因在《震荡定律：灾难资本主义的兴起》中介绍了这座建筑如何被从1976年至1983年统治阿根廷的军政府用来作为酷刑中心}}。
1989年，它被列为国家历史古迹。在荒废多年后，该建筑在1991年重新开放，名为太平洋拱廊（Galerías Pacífico）。 穹顶上又增加了四幅壁画。目前开设许多高档商店，例如Polo Ralph Lauren, Christian Lacroix, Christian Dior, Lacoste, Tommy Hilfiger, Hugo Boss。除了开设商场外，这座建筑内还设有博尔赫斯文化中心和胡里奥·波卡舞蹈工作室。